# أ. سي. هاملين
أ. سي. هاملين هو سياسي أمريكي، ولد في 10 فبراير 1881 في توبيكا في الولايات المتحدة، وتوفي في 29 أغسطس 1912 في أوكلاهوما في الولايات المتحدة. نشط حزبياً في الحزب الجمهوري. وقد انتخب عضو مجلس نواب أوكلاهوما ‏.